# William Nierenberg
William Aaron Nierenberg (New York, 13 febbraio 1919 – La Jolla, 10 settembre 2000) è stato un fisico statunitense.
È considerato uno dei principali scienziati scettici sull'origine antropica del riscaldamento globale.

## Biografia
Nato in una famiglia di immigrati ebrei provenienti dalla Polonia, Nierenberg ha conseguito il Bachelor of Science nel 1939 al City College di New York, integrando la sua formazione con un anno all'Università di Parigi nel 1937-1938 grazie ad una borsa di studio. Ha poi proseguito gli studi alla Columbia University, ma nel 1941 ha interrotto gli studi universitari per sei mesi per lavorare al progetto Manhattan. Nel 1942 ha conseguito il master universitario e ha ripreso a lavorare per il progetto Manhattan. Finita la seconda guerra mondiale ha ripreso gli studi alla Columbia University e nel 1947 ha conseguito il Ph.D. Dopo il dottorato ha lavorato alla Columbia University come istruttore di fisica fino al 1948, poi ha lavorato per un biennio all'Università del Michigan come professore assistente. Nel 1950 è diventato professore associato di fisica all'Università della California - Berkeley. Nel 1953 ha interrotto per un anno la carriera universitaria per assumere l'incarico di direttore dell'Hudson Laboratory alla Columbia University, impegnato in ricerche militari sulla guerra navale. Tornato all'Università Berkeley nel 1954, è stato nominato professore ordinario di fisica. Dal 1960 al 1962 è stato assistente per gli affari scientifici del Segretario generale della NATO. Nel 1965 ha lasciato l'università per diventare direttore dello Scripps Institution of Oceanography, incarico che ha ricoperto per 21 anni ritirandosi nel 1986. Dopo il suo ritiro, Nierenberg ha continuato ancora a svolgere attività di consulenza in campo scientifico. È morto di cancro nel 2000. Nierenberg ha fatto parte Accademia nazionale delle scienze degli Stati Uniti e dell'Accademia americana di arti e scienze. Nel 1981 è stato uno dei membri fondatori del Consiglio culturale mondiale.

## Posizioni sul cambiamento climatico
Negli anni ottanta Nierenberg è stato nominato presidente di un comitato dell'Accademia nazionale delle scienze degli Stati Uniti incaricato di preparare un rapporto sul riscaldamento globale. Il rapporto, consegnato nel 1983, indicava che per rilevare il segnale di un effetto dell'anidride carbonica sul clima era necessario un attento e ben progettato programma di monitoraggio e analisi e che un programma di azione per limitare le emissioni di CO2 in assenza di un programma di approfondimento delle conoscenze in materia sarebbe stato costoso e inefficace. Nel 1984 Nierenberg ha fondato con alcuni colleghi l'Istituto George C. Marshall, un centro studi di orientamento conservatore. Gli storici della scienza Naomi Oreskes ed Erik Conway nel libro Mercanti di dubbi hanno individuato in William Nierenberg e nei suoi colleghi Frederick Seitz e Fred Singer i principali scienziati che hanno seminato dubbi nel pubblico riguardo al consenso scientifico su diversi temi fra cui i danni del fumo e le cause del riscaldamento globale. Nierenberg è stato difeso nel 2010 dal figlio Nicolas, che in un articolo ha affermato che le posizioni del padre erano in linea con il consenso scientifico della sua epoca.

## Libri pubblicati
- Louis N. Ridenour, William A. Nierenberg (ed.), Modern physics for the engineers, McGraw Hill, 1954
- Louis N. Ridenour, William A. Nierenberg (ed.), Modern physics for the engineers, Second series, McGraw Hill, 1961
- Robert Jastrow, William A. Nierenberg, Frederick Seitz, Global warming: what does the science tell us?, George C. Marshall Institute, 1990
- Robert Jastrow, William A. Nierenberg, Frederick Seitz, Scientific perspectives on the greenhouse problem, Marshall Press, 1990
- William A. Nierenberg, Encyclopedia of earth system science, Academic Press, San Diego, 1992
- William A. Nierenberg, Encyclopedia of enviromental biology, Academic Press, San Diego, 1995